# Stankava
Stankava (belarusiska: Станькава) är en by i Belarus.   Den ligger i Dziarzjynsk rajon i Minsks voblast, i den centrala delen av landet, 40 km sydväst om huvudstaden Minsk. Stankava ligger 186 meter över havet och antalet invånare är 1 850.

## Natur och klimat
Terrängen runt Stankava är platt. Närmaste större samhälle är Dziarzjynsk, 8,5 km nordväst om Stankava.
I omgivningarna runt Stankava växer i huvudsak blandskog. Runt Stankava är det ganska tätbefolkat, med 52 invånare per kvadratkilometer.